# سربوك
سربوهي سرجسيان (الأرمينية: born Սարգսյան (من مواليد 3 أبريل 1994) والمعروفة باسم سربوك، مغنية أرمنية. احتلت المرتبة الأولى بعد منافستها في الموسم الأول من النسخة الأرمنية من أكس فاكتور، التي احتلت المركز الثاني. في عام 2018 ، تنافست في الموسم الثامن لصوت أوكرانيا، واحتلت المركز الرابع. مثل سربوك أرمينيا في مسابقة الأغنية الأوروبية 2019 في تل أبيب، إسرائيل، مع أغنية "Walking Out".